# Polaki
Polaki är en ort i Nordmakedonien. Den ligger i den nordöstra delen av landet, 80 kilometer öster om huvudstaden Skopje. Polaki ligger 1 067 meter över havet och antalet invånare är 113.